# Ute Symanski

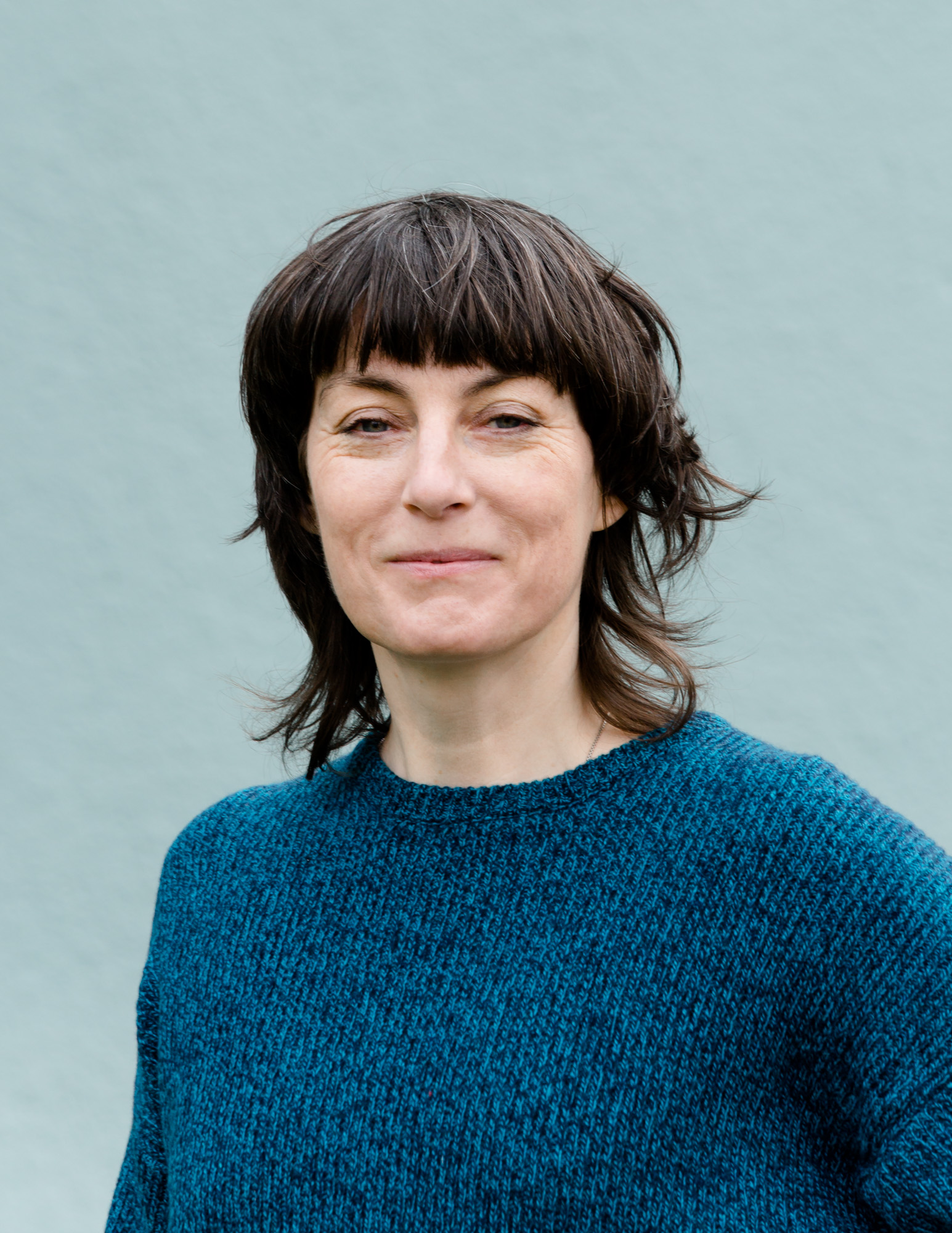
Ute Symanski (2021)

Ute Symanski (* 1970 in Gelsenkirchen) ist eine deutsche Organisationssoziologin, Fachautorin, Vortragsrednerin und politische Aktivistin. Am 22. Mai 2018 meldete sie die Volksinitiative Aufbruch Fahrrad an. Sie ist die erste Frau, die in Nordrhein-Westfalen eine Volksinitiative angemeldet und erfolgreich durchgeführt hat.

## Leben und Wirken
Ute Symanski schloss das Studium der Publizistik- und Kommunikationswissenschaften, Psychologie und Slawistik 1997 an der Universität Münster ab. 1997 bis 2009 war sie in verschiedenen Leitungspositionen im Wissenschaftsmanagement tätig, unter anderem an der Technischen Universität Dortmund, der Rheinisch-Westfälischen Technischen Hochschule Aachen (RWTH) und dem Deutschen Akademischen Austauschdienst (DAAD). Im Jahr 2012 promovierte sie zu dem Thema Organisationskultur an Universitäten. Seit 2009 engagiert Symanski sich als Umweltaktivistin und gründete die Wählergruppe KLIMA FREUNDE (damaliger Name: DEINE FREUNDE) in Köln mit. Bei den Kommunalwahlen 2014 trat sie auf Platz 1 der Reserveliste an und wurde in den Rat der Stadt Köln gewählt. Sie vertrat die Gruppe 2014 und 2015 im Verkehrsausschuss. Im Jahr 2016 war Symanski Mitbegründerin von Radkomm e. V. Der Verein setzt sich als Think Tank für die Verkehrswende hin zu nachhaltiger Mobilität und für eine Gestaltung des öffentlichen Raums ein, die den Menschen in den Mittelpunkt stellt. Ziel ist, eine neue Kommunikationskultur mit guter Atmosphäre zu schaffen. Seit 2017 ist Symanski Vorsitzende des Vereins.
Symanski setzt sich für ein nachhaltiges Wissenschaftssystem und für transformatives Wissenschaftsmanagement ein. In der Podcast-Reihe SciencemanagersForFuture interviewt sie Persönlichkeiten im Wissenschaftsmanagement, die ihre jeweiligen Organisationen nachhaltiger gestalten wollen. Sie ist Mitglied in der Jury für den Deutschen Nachhaltigkeitspreis (DNP) und Gutachterin für die Deutsche Forschungsgemeinschaft (DFG).
Im Herbst 2016 startete Symanski mit Radkomm e. V. das Projekt Aufbruch Fahrrad, das die Stärkung des Radverkehrs in Nordrhein-Westfalen zum Ziel hat. Dem Aktionsbündnis gehören 215 zivilgesellschaftliche Vereine und Verbände an, darunter auch der ADFC NRW, BUND NRW, NABU NRW, der VCD NRW und die Deutsche Umwelthilfe. Symanski ist die erste Frau in der Geschichte Nordrhein-Westfalens, die eine Volksinitiative angemeldet hat. Als bisher erfolgreichste Volksinitiative in Nordrhein-Westfalen führt Aufbruch Fahrrad dazu, dass Nordrhein-Westfalen als erstes Flächenland ein Fahrradgesetz erhält. Am 2. März 2021 hat das Kabinett einen Referenten-Entwurf für das Fahrrad- und Nahmobilitätsgesetz beschlossen.
Am 2. Oktober 2019 trug Symanski gemeinsam mit ihrer stellvertretenden Vertrauensperson, Thomas Semmelmann vom ADFC NRW, die Forderungen von Aufbruch Fahrrad vor dem Verkehrsausschuss NRW vor. In der Anhörung betonte sie, sie spreche “stellvertretend für viele Menschen in Nordrhein-Westfalen, die sich eine andere Verkehrspolitik wünschen” und dass Aufbruch Fahrrad auch ein Ermutigungsprogramm für die politischen Vertreterinnen und Vertreter des Land sei, die Verkehrspolitik zu ändern und sichtbare Veränderungen hervorzubringen.
Für Aufbruch Fahrrad wurde Radkomm gemeinsam mit dem ADFC NRW am 27. Februar 2019 mit dem 2. Platz beim Deutschen Fahrradpreis in der Kategorie Kommunikation ausgezeichnet. Als Projektkoordinatorin und stellvertretend für das Aktionsbündnis Aufbruch Fahrrad nahm Symanski den Preis gemeinsam mit Thomas Semmelmann entgegen.
Im Rahmen der Radkomm Quarterly interviewte Ute Symanski gemeinsam mit Michael Adler NRW Verkehrsminister Hendrik Wüst über nachhaltige Mobilitätspolitik für NRW und darüber, wie nach dem Erfolg der Volksinitiative Aufbruch Fahrrad deren Forderungen in ein Fahrradgesetz für NRW einfließen werden.

### Audio
- Deutschlandfunk: Radfunk der Podcast. Episode 8 – Radwende von unten. Radexpert*innen im Interview, Ute Symanski
- WDR 5 Tagesgespräch: Mit dem Fahrrad durch die Krise? Sendung vom 29. Mai 2020

### Interviews
- Christina Bacher: Den Menschen die Stadt zurückgeben. Ein Gespräch über zukunftsfähige Stadtplanung mit Dr. Ute Symanski und Paul Böhm. In: KLAAF: Das kölsche Magazin, 02/2020, S. 6–9
- Reiner Kolberg: Nur das Fahrrad kann die Städte retten. In: Bike Bild, Ausgabe 05/20, Seite 74–77
- Ralf Mielke: „Einer muss anfangen.“ Interview. In: magazin 51° „Machen“ der Stiftung Mercator, Ausgabe 02/2018, Seite 24–25. Veröffentlicht Dezember 2018.